# 박리지

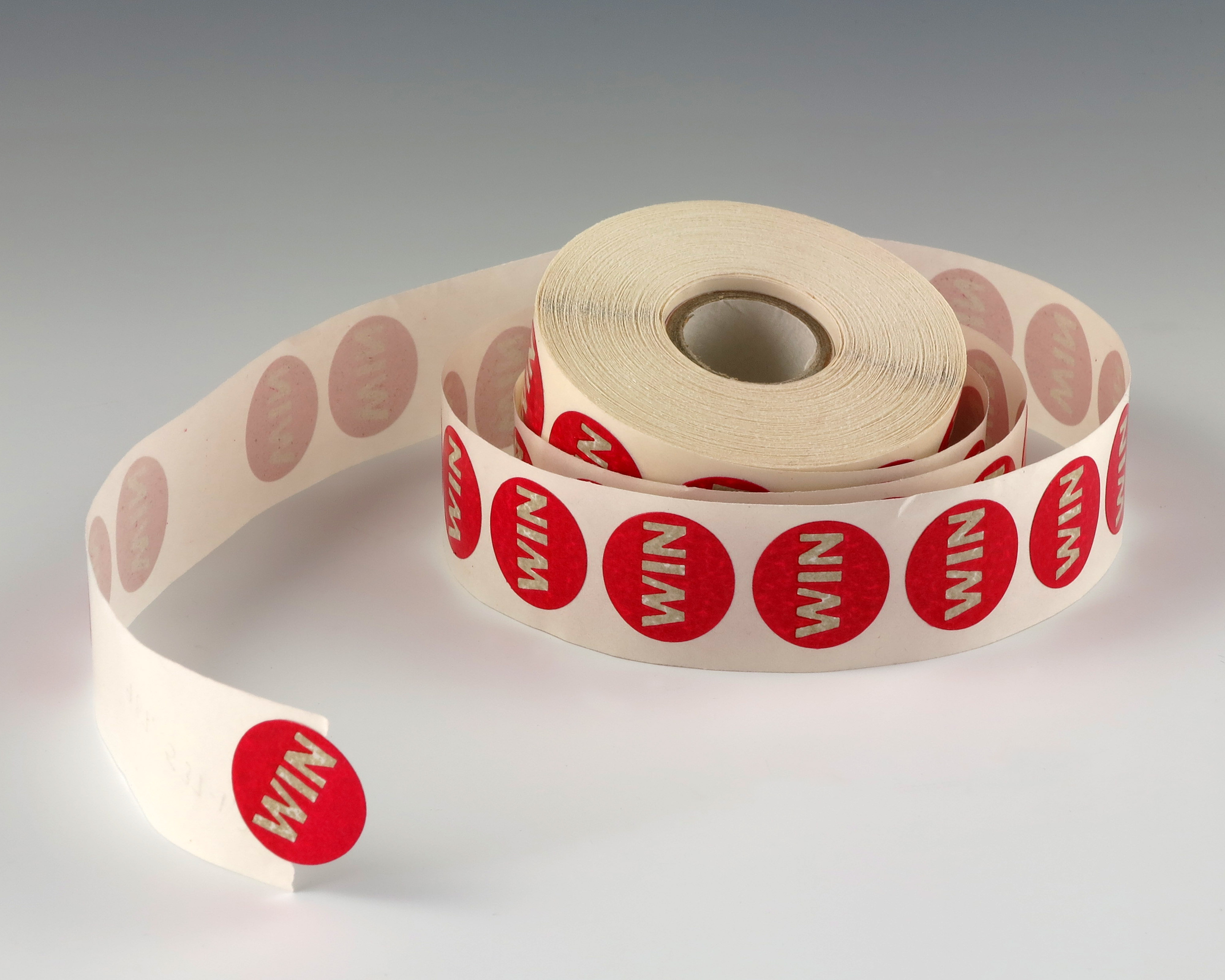
박리지 레이블 롤

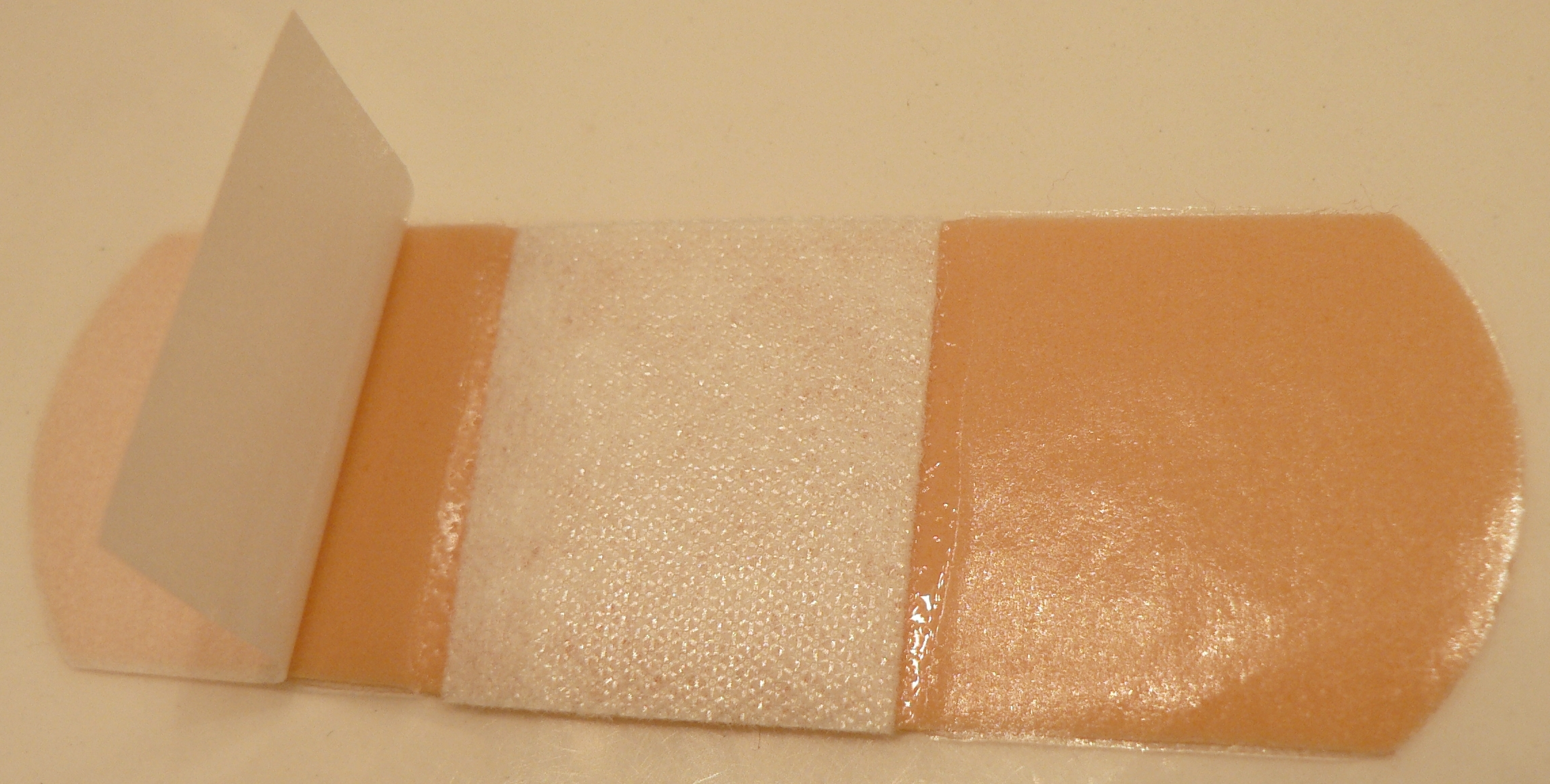
박리지가 부분적으로 제거된 반창고

박리지(release liner, 릴리스 라이너) 또는 이형지는 끈적끈적한 표면이 조기에 접착되는 것을 방지하기 위해 사용되는 종이 또는 플라스틱 기반 필름 시트(일반적으로 제조 공정 중에 적용됨)이다. 이형제를 한면 또는 양면에 코팅하여 접착제, 매스틱 등의 모든 종류의 끈적끈적한 물질에 대해 이형효과를 부여한다. 이형 라이너는 낮은 표면 에너지 코팅 아래 또는 라이너 뒷면에 인쇄하거나 인쇄하지 않고 다양한 색상으로 제공된다. 릴리스는 끈적한 재료에서 라이너를 분리하는 것이다. 라이너는 이형제의 운반체이다.

## 산업 세분화
전 세계적으로 400~500개 회사가 산업 규모의 박리지 제품을 제조하거나 취급한다. 일반적으로 박리지를 제조하는 회사에는 두 가지 유형이 있다.

### 라이너 생산자
상업용 코팅 회사는 이 산업의 다양한 최종 용도를 다룬다. 이 회사들은 다양한 기판과 특화된 특성을 지닌 이형제의 끝없는 조합을 기반으로 고객에게 고유한 솔루션을 제공한다. 상업용 코터는 일반적으로 완제품을 만들지 않고 박리지 자체만 만들고 고객은 이 라이너에 끈적한 재료를 코팅한 다음 최종 제품을 적용한다.

### 사내 생산자
사내 생산자가 박리지를 만들고 이를 내부적으로 사용하여 최종 제품을 제조한다. 사내 생산자는 일반적으로 매우 좁은 범위의 제품에 중점을 둔다. 이것들은 최종 응용 분야에 특화된 제한된 양의 기질과 이형 물질을 사용한다.

## 같이 보기
- 감압 접착제